# 古蜓科
古蜓科（Petaluridae）是差翅亞目下的一個科，其下的蜻蜓生活的年代最早可追溯到1.5億年前的侏羅紀。
現代的古蜓科只有11個存活種，其中生活在澳大利亞的Petalura ingentissima是現存最大的蜻蜓，體長超過100（3.9英寸），翼展超過160（6.3英寸）。
其幼蟲生活在河岸邊的洞穴里，不過美國的Tachopteryx thoreyi則會選擇潮濕的落葉層作為棲息地。